# Kinh Cầu Các Thánh
Kinh Cầu Các Thánh được là một trong những kinh cổ xưa nhất của Giáo hội Công giáo. Kinh này thường được dùng trong những dịp như : Lễ Truyền Chức Thánh, Lễ Cung Hiến nhà thờ và bàn thờ, Đêm Vọng Phục Sinh... Gọi là Kinh Cầu Các Thánh vì nó gồm những lời cầu xin các Thánh thuộc nhiều tầng lớp khác nhau và cầu xin Đức Mẹ Maria - là Nữ vương các Thánh.

## Lịch sử
Năm 590, Giáo hoàng Grêgôriô I ra lệnh đọc kinh này khi rước kiệu tạ ơn Chúa đã chấm dứt cơn dịch tàn phá Rôma. Trước đó, kinh này đã được Thánh Basiliô nhắc tới vào thế kỷ IV, tuy có đôi chỗ khác biệt. Hiện nay, trong khi đọc kinh này thường được thể hiện dưới hình thức đối đáp, chia làm một nhóm nhỏ đọc 1 câu và sau đó, giáo dân đọc câu tiếp theo.

## Bản văn
Bản văn hiện nay, sau khi kêu cầu 48 vị Thánh riêng và 13 tập thể Thánh nhân, người ta cầu xin cho được thoát khỏi 12 điều xấu cũng như dâng lên 30 lời chuyển cầu, trong đó có "xin Chúa hạ kẻ nghịch cùng Hội Thánh xuống" và "xin Chúa đoái thương cho các Kitô hữu được bình an và hòa thuận với nhau".
Bản văn sau dựa theo sách kinh của địa phận Hà Nội, 2002:
Xin Chúa thương xót chúng con.
- Xin Chúa thương xót chúng con.

Xin Chúa Kitô thương xót chúng con.
- Xin Chúa Kitô thương xót chúng con.

Xin Chúa thương xót chúng con.
- Xin Chúa thương xót chúng con.

Chúa Kitô nghe cho chúng con.
- Chúa Kitô nhận lời chúng con.

Đức Chúa Cha ngự trên trời là Đức Chúa Trời thật.
Thưa: Thương xót chúng con.
(Ba câu sau cũng thưa như vậy)
Đức Chúa Con chuộc tội cứu thế là Đức Chúa Trời thật
Đức Chúa Thánh Thần là Đức Chúa Trời thật.
Ba Ngôi cũng là một Đức Chúa Trời.
Rất Thánh Đức Bà Maria.
Thưa: Cầu cho chúng con.
(Các câu sau cũng thưa như vậy)
Rất Thánh Đức Mẹ Chúa Trời.
Rất Thánh Nữ Đồng trinh trên hết các kẻ đồng trinh.
Đức Thánh Micae.
Đức Thánh Gabirie.
Đức Thánh Raphae.
Các Thánh Thiên Thần cùng các Thánh Tổng lãnh Thiên Thần.
Chín phẩm các Thánh Thiên Thần.
Ông Thánh Gioan Baotixita.
Ông Thánh Thánh Giuse.
Các Thánh Tổ Tông cùng các Thánh Tiên tri.
Ông Thánh Phêrô.
Ông Thánh Phaolô.
Ông Thánh Anrê.
Ông Thánh Giacôbê.
Ông Thánh Gioan.
Ông Thánh Tôma.
Ông Thánh Giacôbê.
Ông Thánh Philípphê.
Ông Thánh Batôlômêô.
Ông Thánh Matthêô.
Ông Thánh Ximong.
Ông Thánh Tađêô.
Ông Thánh Mátthia.
Ông Thánh Banabê.
Ông Thánh Luca.
Ông Thánh Máccô.
Các Thánh Tông đồ cùng các Thánh Sử.
Các Thánh Môn đệ Đức Chúa Giêsu.
Các Thánh Anh hài.
Ông Thánh Têphanô.
Ông Thánh Lôrenxô.
Ông Thánh Vincentê.
Ông Thánh Phabianô cùng ông Thánh Xêbatianô.
Ông Thánh Gioan cùng ông Thánh Phaolô.
Ông Thánh Côsimô cùng ông Thánh Đamianô.
Ông Thánh Giêvaxiô cùng ông Thánh Phôtaxiô.
Các Thánh Tử vì đạo.
Ông Thánh Xilivêtê.
Ông Thánh Ghêgoriô.
Ông Thánh Amrôxiô.
Ông Thánh Augustinô.
Ông Thánh Hiêrônimô.
Ông Thánh Martinô.
Ông Thánh Nicôlaô.
Các Thánh Giám mục cùng các Thánh Hiển tu.
Các Thánh Tiến sĩ.
Ông Thánh Antôn.
Ông Thánh Bênêditô.
Ông Thánh Benađô.
Ông Thánh Đôminicô.
Ông Thánh Phanxicô.
Các Thánh Chánh tế cùng các Thánh Phó tế.
Các Thánh Hiển tu cùng các Thánh Ẩn tu.
Bà Thánh Maria Mađalêna.
Bà Thánh Agata.
Bà Thánh Luxia.
Bà Thánh Anê.
Bà Thánh Xêxilia.
Bà Thánh Catarina.
Bà Thánh Anataxia.
Các Thánh Đồng trinh cùng các Thánh Thủ tiết.
Các Thánh Nam cùng các Thánh Nữ.
Chúa hằng có lòng lành.
Thưa: Chúa tha tội chúng con
Chúa hằng có lòng lành.
Thưa: Chúa nhậm lời chúng con.
Kẻo phải sự dữ.
Thưa: Chúa chữa chúng con.
(Các câu sau cũng thưa như vậy)
Kẻo phạm tội lỗi.
Kẻo phải cơn Chúa giận.
Kẻo phải chết tươi khốn nạn.
Kẻo phải chước ma quỷ cám dỗ.
Kẻo phải lòng giận, lòng ghét, lòng dữ.
Kẻo phải lòng mê tà dâm.
Kẻo phải sấm sét bão bùng.
Kẻo phải nạn tai đất động.
Kẻo phải thần khí, mất mùa, giặc giã.
Kẻo phải chết khốn nạn đời đời.
Vì phép mầu nhiệm Chúa làm người.
Vì Chúa xuống thế.
Vì Chúa sinh ra.
Vì phép rửa cùng chay Thánh Đức Chúa Giêsu.
Vì Đức Chúa Giêsu chịu nạn đóng đanh trên cây Thánh giá.
Vì Đức Chúa Giêsu chịu chết và chịu táng xác.
Vì Đức Chúa Giêsu sống lại.
Vì Đức Chúa Giêsu lên trời.
Vì Đức Chúa Thánh Thần hiện xuống.
Đến ngày phán xét.
Chúng con là kẻ có tội.
Thưa: Xin Chúa nghe cho chúng con.
(Các câu sau cũng thưa như vậy)
Xin Chúa tha tội cho chúng con.
Xin Chúa dong thứ cho chúng con.
Xin Chúa mở lòng cho chúng con ăn năn tội nên.
Xin Chúa cai trị cùng gìn giữ Hội Thánh.
Xin Chúa gìn giữ Đức Giáo hoàng cùng các phẩm trật Hội Thánh hằng ở cho xứng bậc mình.
Xin Chúa hạ kẻ làm nghịch cùng Hội Thánh xuống.
Xin Chúa cho vua chúa quan quyền có đạo được bằng yên hòa thuận.
Xin Chúa cho các bổn đạo được bằng yên cùng hòa thuận yêu nhau.
Xin Chúa cho các kẻ lầm lạc trở về cùng một Hội Thánh và đem các người ngoại giáo vào đạo Thánh Đức Chúa Giêsu.
Xin Chúa cho chúng con kính mến Chúa cùng vững lòng giữ đạo cho trọn.
Xin Chúa nhắc lòng chúng con lên ước ao những sự trên Trời.
Xin Chúa trả công vô cùng cho kẻ làm phúc chúng tôi.
Xin Chúa cho linh hồn chúng tôi cùng anh em họ hàng và kẻ làm ơn cho chúng tôi khỏi khốn nạn đời đời.
Xin Chúa cho chúng tôi được mùa cùng mọi sự lành.
Xin Chúa cho các giáo hữu đã qua đời được nghỉ ngơi đời đời.
Xin Chúa khứng nhậm lời chúng tôi nguyện.
Lạy Con Đức Chúa Trời.
Thưa: Xin Chúa nghe cho chúng con.
Chúa Giêsu chuộc tội cứu thế.
Thưa: Chúa tha tội chúng con.
Chúa Giêsu chuộc tội cứu thế.
Thưa: Chúa nhậm lời chúng con.
Chúa Giêsu chuộc tội cứu thế.
Thưa: Chúa thương xót chúng con
Chúa Kitô nghe cho chúng con.
Thưa: Chúa Kitô nhậm lời chúng con.
Xin Chúa thương xót chúng con.
Xin Chúa Kitô thương xót chúng con.
Xin Chúa thương xót chúng con.
Lời nguyện
Chúng con thân lạy các Thánh Nam Nữ ở trên trời; chúng con là kẻ phàm hèn còn ở dưới thế này còn sợ chước ma quỷ. Các Thánh đã vượt biển hiểm thế này, cùng đã khỏi mọi sự dữ. Nhân vì sự ấy xin các Thánh cầu cho chúng con được theo ý Đức Chúa Trời mà giữ mười sự răn cho trọn, đến ngày sau cho chúng con được vào cửa thiên đàng hợp lại một nhà một nước, xem thấy Đức Chúa Trời Ba Ngôi hưởng phúc vui vẻ vô cùng. Amen